# Spanje op de Olympische Zomerspelen 1972
Spanje nam deel aan de Olympische Zomerspelen 1972 in München, West-Duitsland. Voor het eerst sinds 1960 werd weer een medaille gewonnen; net als toen brons.

## Medaillewinnaars

### 3Brons
- Enrique Rodríguez — Boksen, mannen lichtvlieggewicht (- 48 kg)

## Deelnemers en resultaten per onderdeel

### Atletiek
Mannen, 800 meter
- Manuel Gayoso
  - Serie - 1:47.5
  - Halve finale - 1:47.7 (→ ging niet verder)
- Antonio Fernández
  - Serie - Niet gestart (→ ging niet verder)

Mannen 4x100m estafette
- José Luis Sanchez, Manuel Carballo, Frankrijksco García en Luis Sarría
  - Serie - Niet gefinisht (→ ging niet verder)

Mannen, marathon
- Agustín Fernández - 2:27.24 (→ 39e plaats)
- Carlos Pérez - 2:33.22 (→ 50e plaats)

### Basketbal

#### Mannentoernooi
- Voorronde (Groep A):
  - Spanje - Australië 79-74
  - Spanje - Cuba 53-74
  - Spanje - Brazilië 69-72
  - Spanje - Egypte 72-58
  - Spanje - Japan 87-76
  - Spanje - Verenigde Staten 56-72
  - Spanje - Tsjecho-Slowakije 70-74
- Klassificatieronde:
  - 9e-12e plaats: Spanje - Polen 76-87
  - 11e-12e plaats: Spanje - West-Duitsland 84-83 → 11e plaats
- Spelers
  - Carmelo Cabrera
  - Clifford Luyk
  - Enrique Margall
  - Francisco Buscato
  - Gonzalo Sagi-Vela
  - Jesús Iradier
  - Juan Antonio Corbalán
  - Luis Miguel Santillana
  - Miguel Ángel Estrada
  - Rafael Rullán
  - Vicente Ramos
  - Wayne Brabender

### Boksen
Mannen, tot 51 kg
- Antonio García
  - Eerste ronde - bye
  - Tweede ronde - verloor van Niamdash Batsuren (MGL), 1:4

### Boogschieten
Mannen, individueel:
- Emilio Ramos - 2199 punten (→ 49e plaats)

Vrouwen, individueel:
- Maria Teresa Romero - 2347 punten (→ 13e plaats)

### Wielersport
Mannen individuele wegwedstrijd
- Jaime Huélamo - 3e plaats, maar gediskwalificeerd na een positieve dopingtest
- Francisco Elorriaga - 16e plaats
- José Viejo - 37e plaats
- Tomás Nistal - 54e plaats

### Schoonspringen
Mannen 10m platform
- Jorge Head - 243.27 punten (→ 34e plaats)

Vrouwen 10m platform
- Carmen Nunez - 157.95 punten (→ 25e plaats)

### Handbal

#### Mannentoernooi
- Voorronde (Groep C):
  - Spanje - West-Duitsland 10-13
  - Spanje - Roemenië 12-15
  - Spanje - Noorwegen 17-19
- Klassificatieronde:
  - 13e-16e plaats: Spanje - Verenigde Staten 20-22
  - 15e-16e plaats: Spanje - Tunesië 23-20 → 15e plaats
- Spelers
  - Antonio Andreu
  - Fernando de Andrés
  - Francisco López
  - Javier García
  - Jesús Guerrero
  - José Faustino Villamarín
  - José Manuel Taure
  - José Perramón
  - José Rochel
  - Juan Antonio Medina
  - Juan Miguel Igartua
  - Juan Morera
  - Miguel Ángel Cascallana
  - Santos Labaca
  - Vicente Ortega

### Hockey

#### Mannentoernooi
- Voorronde (Groep A):
  - Spanje - Argentinië 1-1
  - Spanje - Pakistan 1-1
  - Spanje - Maleisië 0-0
  - Spanje - België 1-0
  - Spanje - Frankrijk 3-2
  - Spanje - West-Duitsland 1-2
  - Spanje - Oeganda 2-2
- Klassificatieronde:
  - 5e-8e plaats: Spanje - Groot-Brittannië 0-2
  - 7e-8e plaats: Spanje - Maleisië 2-1 → 7e plaats
- Spelers
  - Agustín Churruca
  - Antonio Nogués
  - Francisco Amat
  - Francisco Fábregas
  - Francisco Segura
  - Jaime Amat
  - Jaime Arbós
  - Jorge Fábregas
  - Jorge Camiña
  - José Alustiza
  - José Borrell
  - José Sallés
  - Juan Amat
  - Juan Arbós
  - Juan Quintana
  - Luis Alberto Carrera
  - Luis Twose
  - Ramón Quintana

### Zwemmen
Mannen, 100 meter vrije slag
- Jorge Comas
  - Serie - 53.70s
  - Halve finale - 53.92s (→ ging niet verder)

Mannen, 4x100 meter vrije slag
- Jorge Comas, Antonio Culebras, Enrique Melo en José Pujol
  - Serie - 3:38.77
  - Finale - 3:38.21 (→ 8e plaats)

### Waterpolo

#### Mannentoernooi
- Voorronde (Groep C):
  - Spanje - Japan 6-4
  - Spanje - Italië 2-6
  - Spanje - Sovjet-Unie 5-8
  - Spanje - Bulgarije 6-4
- Tweede ronde (Groep II):
  - Spanje - Roemenië 4-7
  - Spanje - Australië 8-4
  - Spanje - Cuba 3-4
  - Spanje - Nederland 5-7 → 10e plaats
- Spelers
  - Alfonso Cánovas
  - Enrique Guardia
  - Gabriel Soler
  - Gaspart Ventura
  - Joan Sans
  - José Padrós
  - Juan Jané
  - Juan Rubio
  - Luis Bestit
  - Poncio Puigdevall
  - Salvador Franch

Afghanistan · Albanië · Algerije · Amerikaanse Maagdeneilanden · Argentinië · Australië · Bahama's · Barbados · België · Bermuda · Birma · Bolivia · Bondsrepubliek Duitsland · Brazilië · Brits-Honduras · Bulgarije · Canada · Ceylon · Chili · Colombia · Congo-Brazzaville · Costa Rica · Cuba · Dahomey · Denemarken · Dominicaanse Republiek · Duitse Democratische Republiek · Ecuador · Egypte · El Salvador · Ethiopië · Fiji · Filipijnen · Finland · Frankrijk · Gabon · Ghana · Griekenland · Groot-Brittannië · Guatemala · Guyana · Haïti · Hongarije · Hongkong · Ierland · IJsland · India · Indonesië · Iran · Israël · Italië · Ivoorkust · Jamaica · Japan · Joegoslavië · Kameroen · Kenia · Khmerrepubliek · Koeweit · Lesotho · Libanon · Liberia · Liechtenstein · Luxemburg · Madagaskar · Malawi · Maleisië · Mali · Malta · Marokko · Mexico · Monaco · Mongolië · Nederland · Nederlandse Antillen · Nepal · Nicaragua · Nieuw-Zeeland · Niger · Nigeria · Noord-Korea · Noorwegen · Oeganda · Oostenrijk · Opper-Volta · Pakistan · Panama · Paraguay · Peru · Polen · Portugal · Puerto Rico · Roemenië · San Marino · Saoedi-Arabië · Senegal · Singapore · Soedan · Somalië · Sovjet-Unie · Spanje · Suriname · Swaziland · Syrië · Taiwan · Tanzania · Thailand · Togo · Trinidad en Tobago · Tsjaad · Tsjecho-Slowakije · Tunesië · Turkije · Uruguay · Venezuela · Verenigde Staten · Vietnam · Zambia · Zuid-Korea · Zweden · Zwitserland